# だいち
陸域観測技術衛星だいち（ALOS, Advanced Land Observing Satellite、エイロス）は、日本の地球観測衛星。
光学カメラ、合成開口レーダ（SAR）を搭載し、地図作成、地域観測、災害状況把握、資源調査などへの貢献を目的として宇宙航空研究開発機構（JAXA）が開発し、NEC東芝スペースシステムが製造した。2006年1月24日に H-IIAロケット8号機で打ち上げられ、2011年4月に電源の故障により機能停止した。

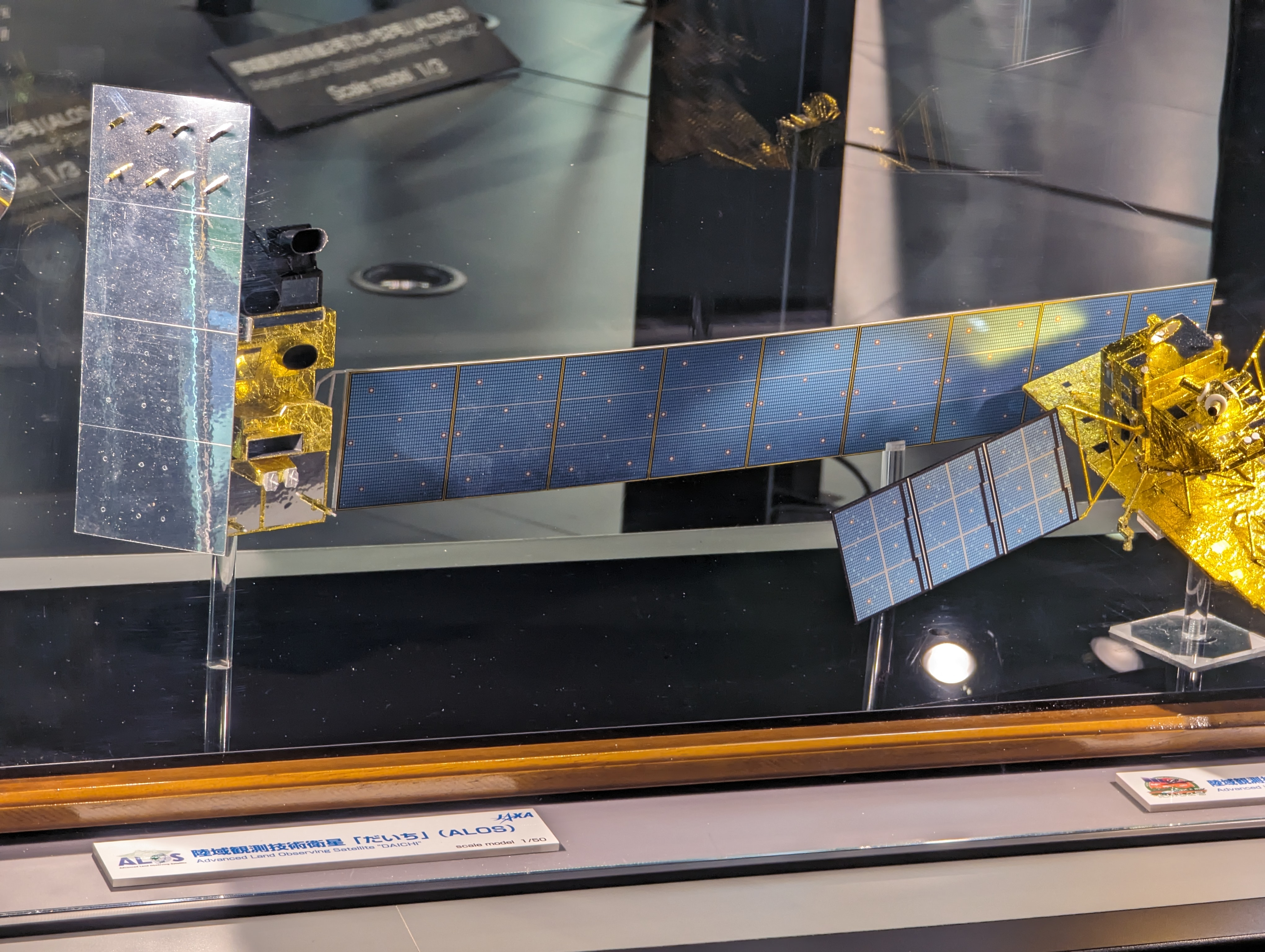
「だいち」模型

## 概要

### 特徴
だいちの大きな特徴として、高性能な光学センサとSARが一つの衛星に搭載されることで同一地点を同時刻に撮影できる他に類を見ないユニークな設計となっている。しかし、実際の運用においては光学は直下視を基本として昼地域を撮影し、SARはその観測原理からオフナディア角（地心方向からの角度、だいちでは8°以上）を必要とするために、また運用計画の煩雑さなどから同時観測は期待されたほど実施されなかった。だいちよりも後に開発されたJAXAの衛星では、大型多機能を目指した衛星よりも中型で専用化するトレンドもあり、後継機であるだいち2号、だいち3号ではSARと光学でそれぞれ専用の衛星として分けられた。

### 目的
- 地図作成：1/25000の地形図を作成するために必要な情報を取得する。
- 地域観測：世界の各地域における環境と調和した開発を可能にする地域観測を行う。
- 災害状況把握：国内外で発生する大規模災害の際に、素早く被災地域の状況を把握する。
- 資源探査：地形の特徴などを解析することにより、主として石油、天然ガス等の地下資源探査に利用する。

### 成果
運用終了まで3センサ合計1,216万シーンを撮影し、新潟県中越沖地震や四川大地震等の災害被害観測、ブラジルの熱帯雨林における違法伐採や日本国内の不法投棄監視、国土地理院の作成する地図への適用など、さまざまな成果を挙げた。

## 搭載機器
だいちの特徴は、ひとつの衛星に複数のセンサーを搭載して多くの機能を持たせたことである。また、諸外国の地球観測衛星と比べて広域を連続撮影できることも特長である。一般的な諸外国の地球観測衛星がデジタルスチルカメラのように特定の地点を切り出して撮影するのに対し、だいちはファクシミリが紙面を走査して読み取るように、連続して通過する地域を撮影し続けることができる。

### PRISM（パンクロマチック立体視センサー）
可視光線のバンド（波長帯）の光を観測し、白黒画像を取得するパンクロマチック（全整色）センサー。一度に幅70kmの範囲を2.5mの高分解能で観測し、地表のデータを取得することを目的に設計されている。直下視、前方視、後方視の3方向の独立した光学系で観測することにより、地表の凹凸を標高という形でデータを取得し、立体視画像の取得も可能である。それぞれの望遠鏡は3つの反射鏡とCCD検出器によって構成されている。

#### 性能諸元
この節の出典：
- 観測波長帯：0.52μm から 0.77μm
- 光学系
  - 直下視（観測幅：70km）
  - 前方視（観測幅：35km、設置角度：衛星進行方向に約24°）
  - 後方視（観測幅：35km、設置角度：衛星進行方向の反対に約24°）
- 地上分解能：2.5m（直下視）

### AVNIR-2（高性能可視近赤外放射計2型）
1996年打ち上げのみどりに搭載されていたAVNIR（高性能可視近赤外放射計）の改良型の、可視光線から近赤外線までのマルチバンド（複数の波長帯）を、バンドごとに計測するマルチスペクトル（多波長）センサー。マルチバンドの地上分解能がAVNIRの16mから10mと大幅に改良されている。赤、緑、青の3色＋近赤外領域の4種類で観測することにより、多目的なカラー画像を製作し、地表面の属性を判別することで資源探査などに利用するができる。また、ポインティング可能角度が40°から44°に改良されたことで、災害時などの緊急観測に迅速に対応でき、極域の一部を除く地球上すべての地域を、3日以内に観測することができる。

#### 性能諸元
この節の出典：
- 観測波長帯
  - Band1：0.42μm から 0.50μm
  - Band2：0.52μm から 0.60μm
  - Band3：0.61μm から 0.69μm
  - Band4：0.76μm から 0.89μm
- 地上分解能：10m（直下視）
- 観測幅：70km（直下）
- ポインティング：衛星進行方向に直交する方向に左右各44°、機械式[6]

### PALSAR（フェーズドアレイ方式Lバンド合成開口レーダー）
1992年に打ち上げられたJERS-1（ふよう1号）衛星に搭載されていた合成開口レーダー(SAR)の改良型センサ。衛星から発射したマイクロ波の反射を観測するセンサーのため、観測する領域の天候・昼夜等に影響されることなくデータを取得できる。また他国にはないLバンドを使用したレーダー衛星であり、植生を透過した地表面の観測や地殻変動の観測に威力を発揮する。観測範囲や分解能が可変であり、柔軟な観測を可能にし、地球上すべての地域を5日以内に観測することができる。3つの観測モードがあり、高分解能モードでは10mの分解能による詳細な地域観測が可能である。SCAN SARとよばれる広域モードではやや解像度は劣るが、従来の合成開口レーダーの3倍から5倍に当たる、幅250kmから300kmでの観測が可能である。ポラリメトリモードとよばれる多偏波モードでは、2種類（縦波と横波）のマイクロ波を送受信する。多偏波での送受信は世界初の技術であり、より詳細な地形データを観測することができる。

#### 観測モード
この節の出典：
- 高分解能（High resolution mode）
  - 地上分解能：最大7mまたは14m
  - 観測幅：40km から 70km
  - 地表入射角：8° から 60°
- 広域観測（ScanSAR mode）
  - 地上分解能：最大100m
  - 観測幅：250km から 350km
  - 地表入射角：18° から 43°
- 多偏波（Polarimetric mode、実験モード）
  - 地上分解能：最大24m
  - 観測幅：20km から 65km
  - 地表入射角：8° から 30°

### 通信機器
- データ中継衛星通信部（DRC）：Kaバンド、240Mbps [9]
- 直接伝送部（DT）：Xバンド[6]、120Mbps[9]、2線ヘリカルアンテナ

データ中継にはこだま（DRTS）のほか、2010年からNASAのTDRSを利用した。観測データのうち約98%がDRCで伝送された。1日あたりの平均通信時間はこだまによる中継が8.8時間、直接伝送が1.9時間だった。

### データレコーダー
- 半導体データレコーダ（HSSR）：96Gbyte[10][11]

## 主な運用の推移
- 2006年1月24日、H-IIAロケット8号機により打上げ。
- 2007年9月3日、ブラジル政府（環境再生可能天然資源院）の依頼を受け、南米アマゾン川流域の違法伐採による森林破壊を監視する体制がスタートした[12]。犯行現場を迅速に抑えるため、通常は3ヵ月後に配信されるPALSARによる撮影画像が、10日以内にブラジルの研究機関へ配信されるようになる。
- 2008年
  - 1月8日、画像データが、予想以上の誤差やノイズ（乱れ）の影響で、基本図を単独で作るには精度不足であることが明らかになった。一因としては衛星の制御が困難で誤差5メートル以下の基準に達しなかったことがあるが、これは修復可能である。最大の原因は地上の様子の複雑さの見積もりの甘さで圧縮データを完全に戻すことが出来ず、ノイズが大量に発生したためであった[13]。
  - 1月16日、文部科学省宇宙開発委員会において、高さ方向の誤差はデータの蓄積により、画像ノイズは国土地理院と共同で新規開発したノイズ軽減ソフトウェアを用いることにより、それぞれ改善できると発表した。2008年4月の発表によると、1月の時点で高さ方向の誤差は地上基準点を用いて5m以下を達成しており、画像ノイズについても国土地理院の研究に基づいたブロックノイズ低減ソフトウェアを3月からJAXA地上設備に適用しているという。これを受けて国土地理院は、2月26日に、それまで地形の経年変化や平地の建物の形状修正等に限定されていただいちによる画像を、等高線を引く作業に適用する許可を各部署に伝達した。これにより、地形図の迅速な修正にだいちの画像が使用されることになった[14][15]。
- 2008年4月から、青森県・岩手県・秋田県の不法投棄を監視する体制がスタートする予定である。日本で初めてのもので、画像解析は岩手大学により行われる。
- 2010年
  - 1月4日、パキスタンのフンザ渓谷にて地すべりによる天然ダム（アッタバード湖）が形成された。JAXAは、だいちの同年5月30日の画像の分析から、ダム湖の規模を推測した[16]。
  - 1月19日、JAXAはだいちがハイチ地震による地殻変動を捕らえたと発表した。震源の西側にある海岸付近が少なくとも35センチメートル東へ動いたことが分かったという[17]。
- 2011年
  - 3月11日、東北地方太平洋沖地震を受けて緊急観測を行い、400シーンを撮影し10府省・機関へ情報を提供した。これまでだいちは海外へ情報を提供してきたため、そのお返しとして海外から5000シーンの情報が提供された。
  - 4月22日、午前7時30分頃、発生電力の急低下とともに、セーフホールドモードに移行し、搭載観測機器の電源がオフ状態、全機能停止となっていることが「こだま」による中継データから判明した[18]。制御不能となったため、50年以上後には大気圏突入、消滅が見込まれている[19]。4月23日以降はテレメトリが受信できなくなるが、その後も太陽電池による発電を期待して復旧が試みられた[20]。
  - 5月12日、午前10時50分、バッテリー停止命令を送信し、運用を終了した[21]。同年10月18日、海上保安庁が海氷衛星画像提供への感謝の気持ちとして、「ラストメッセージ」となるレーザー光線をだいちに対して伝達した[22]。

## 観測データの活用
だいちの第一の任務「地図作成」においてはPRISMセンサーが有効に活用された。日本の国家地図作成機関である国土地理院が基本測量において作成する地形図は、すべての地図の元となるため、その位置精度が特に重要である。通常、地形図は基準点と航空写真により作成されるが、これらが使えない竹島、北方四島の2万5千分1地形図の作成には、PRISMセンサ特有の3方向視が重要な役割を果たした。1908年（明治41年）に作成が始まった2万5千分1地形図は、2014年（平成26年）にだいちPRISM画像を活用した色丹島及び択捉島の刊行をもって遂に全領土をカバーした。
JAXAは、だいちによって撮影した約300万枚の衛星画像を用いて、世界最高精度の全世界デジタル3D地図を整備する計画を2014年2月に発表した。このデジタル3D地図は、世界で初めて5m解像度と5mの高さ精度で世界中の陸地の起伏を表現できるため、地図整備や自然災害の被害予測、水資源の調査など、さまざまな用途に活用することが出来るようになる。JAXAではこれまでも技術実証を目的として1ヶ月に100枚程度のデジタル3D地図を作成していたが、全自動・大量処理に関する研究開発を実施し、月15万枚程度を作成できる見通しが立った。このため2014年3月から3D地図の整備を開始し、2016年3月までに全世界の3D地図を完させる予定。このデータは、有償で一般に提供する予定であるが、低解像度（30m程度を予定）での全世界標高データも整備し、無償で公開する予定。これまで全世界規模で整備された同様の数値標高モデルは、米国が2000年にスペースシャトルSTS-99/SRTMで観測したデータによる90m解像度のもの（2003年に第一版公開）と、米国と日本（経済産業省）が共同で2000年から観測した衛星画像による30m解像度のもの（2009年に第一版公開）があり、これらが使われてきた。

## ALOSの発音
英語名はALOS, Advanced Land Observing Satelliteで、日本ではエイロスが公式の読み方だが、海外では綴りのままアロスと呼ばれることの方が多い。JAXA職員も事実上、訂正を諦め、国際学会ではしばしばアロスと発音している状況である。同様にだいち2号(ALOS-2)も、海外ではエイロス・ツーではなくアロス・ツーと呼ばれている。

## 情報収集衛星との関係
公開されたり報道された情報から、だいちと第2世代までの情報収集衛星の機体構成や性能は、よく似ていると推測されている。
だいちの開発・製造を担当するメーカーも、情報収集衛星と同じ三菱電機である。ただし、情報収集衛星が主に軌道上予備を目的として各衛星がほぼ同時刻に同一地点上空を通過して観測するのに対して、だいち後継衛星は同一地点の上空通過時刻が均等にばらけるように軌道に投入される点が異なる。また、情報収集衛星が分解能を重視して設計されているのに対して、だいちシリーズは広域観測や多目的探査を重視して設計されていると見られている。